# Mehetia
Mehetia  (dříve Osnaburg) je neobydlený sopečný ostrov v Návětrných ostrovech v souostroví Společenské ostrovy ve Francouzské Polynésii.
Ostrov má rozlohu 2,6 km2 a nejvyšším vrcholem je 435 m vysoká hora Mont Fareura. V roce 1981 byl středem zemětřesení.
Ostrov není obydlen.

## Historie
První pozorování provedla španělská expedice pod vedením Pedra Fernándeze de Quirós v roce 1606 a nazvali jej Decena (španělsky deset). V roce 1767 objevil ostrovy Samuel Wallis na lodi HMS Dolphin a v roce 1768 Louis Antoine de Bougainville.